# 仇首王

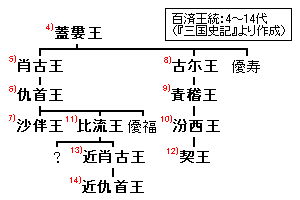
三国史记中的百济世系

仇首王（？—234年 ，214年—234年在位），是百济第六任国王，根据三国史记记载，他是百济建立者溫祚王的后代，百济第五任君王肖古王的长子。 
根据三国史记所记载的时间地点的推断，仇首王时期的百济国还是部落联盟形式的诸多城邦国家，并非真正意义上的王国。
公元216年，仇首王在沙道城大战北方的靺鞨和東方的樂浪郡，并在公元222年，击败五千人之多的新罗军团，然而仇首王自己的部队也在战争中由于瘟疫等原因也伤亡惨重。为了争取带方郡的支持，他娶辽东太守公孙康女为妃。
仇首王离世后，他的长子沙伴王即位。后来王位被肖古王的弟弟，仇首王的叔叔古爾王夺得。古爾王的后世传位三代后，仇首王的次子为百济第11任国王比流王，从王号上看来，百济第十四任君王近仇首王暗示为仇首王的后代。